# Pitch-and-putt
El pitch-and-putt és un esport regulat, semblant al golf, que es juga en camps on els forats tenen distàncies més curtes (fins a 120 metres), es pot disposar de tres pals, se surt des d'una superfície artificial i té sistema de hàndicap propi.
La Federació Internacional de Pitch and Putt ha estat l'encarregada de redactar unes regles comunes entre els diversos països per a harmonitzar les característiques pròpies de cada un. Ha establit la llargada màxima de forat en 90 metres i la llargada màxima d'un camp de 18 forats en 1200 metres.

## Orígens
El pitch and putt neix a Irlanda la primera meitat del segle xx. Té origen en les colònies de vacances populars, on els amants del golf arriben a construir petites rèpliques dels camps grans per satisfer la seva afició a aquest esport. A diferència del golf, es pot considerar un esport popular, ja que no cal tant de temps per fer una partida, no cal ser soci de cap club per poder jugar, i els preus són assequibles. Per exemple, amb una dotzena d'euros n'hi ha prou per anar a jugar entre setmana.
És un esport que es pot practicar a quasi qualsevol edat, des de nens fins a persones grans, i permet gaudir de la natura que envolta els camps.

## El Pitch and putt a Catalunya
A Catalunya és introduït per en Martin Whitelaw cap a finals dels vuitanta, i el primer camp que es construeix és a Solius (Girona). Des d'aleshores la seva popularitat va creixent, fins al punt de sobrepassar els 10.000 abonats a l'Associació Catalana de Pitch&Putt (ACPP) durant l'any 2004.
L'any 1999 l'Associació Catalana de Pitch and Putt, juntament amb les associacions d'Irlanda, Gran Bretanya, França, Països Baixos i Itàlia, constitueixen l'Associació Europea de Pitch and Putt (EPPA).
A principis de 2006 es crea la Federació Catalana de Pitch and Putt (FCPP), sense que això impliqui la desaparició de l'ACPP.
L'any 2006, durant la celebració de la 2a Copa del Món a Teià (el Maresme), es constitueix la Federació Internacional de Pitch and Putt (FIPPA), formada per les federacions o associacions d'Austràlia, Catalunya, França, Gran Bretanya, Països Baixos, Irlanda, Itàlia, Noruega, San Marino, Suïssa i Xile. La seu s'estableix a Barcelona i el primer president és l'irlandès Mervyn Cooney.
La Selecció Catalana de Pitch and Putt va guanyar les dues primeres edicions de la Copa del Món, l'any 2004 a Itàlia i l'any 2006 a Catalunya. A la Copa del Món 2008 va ocupar la tercera posició. Al darrer Campionat d'Europa disputat a Sardenya l'any 2007 va quedar en segona posició.
L'any 2005 es crea una Lliga Interclubs d'abast mundial amb la participació de dos clubs catalans i un format innovador on cada equip juga al seu camp i després es comparen els resultats, sense la necessitat d'haver de desplaçar-se.